# Strophodonta
Strophodonta is een geslacht van uitgestorven brachiopoden, dat voorkwam in het Devoon.

## Beschrijving
Deze 2,5 centimeter lange brachiopode kenmerkt zich door een bijna rond oppervlak met een brede slotrand, een holle armklep en een bolvormige steelklep. De schelp is bezet met fijne ribben.